# غايزينغن
غازينغن (بالألمانية: Geisingen) هي بلدة، مدينة وبلدة ألمانية تقع في ألمانيا في Regierungsbezirk Freiburg. يقدر عدد سكانها بـ 6,112 نسمة .